# Stethorrhagus duidae
Stethorrhagus duidae là một loài nhện trong họ Corinnidae.
Loài này thuộc chi Stethorrhagus. Stethorrhagus duidae được Willis J. Gertsch miêu tả năm 1942.